# Бархатница талышская
Бархатница талышская (лат. Lasiommata adrastoides) — вид дневных бабочек из семейства бархатниц.

## Этимология названия
Латинский видовой эпитет Adrastoides — подобная Адрастее; название образовано из неправильного написания имени Adrasta Hb. вместо Adrastea (греческая мифология) — Адрастея, неизбежная, неминуемая (эпитет или синоним Немезиды — богини кары и возмездия).

## Описание
Самец: длина переднего крыла 22—25 мм. Верхняя сторона крыльев тёмная, шоколадно-коричневая, с рисунком, образованным из охристо-жёлтых пятен и чёрных глазчатых пятен. Переднее крыло на верхней стороне с клиновидным полным рядом охристо-жёлтых пятен и крупным чёрным глазчатым пятном, центрированным белым, находящимся у вершины крыла. Заднее крыло сверху с 3—4 охристо-жёлтыми пятнами, из них 2 или 3 с чёрном, центрированным белым, глазчатым пятое. Бахромка крыльев пёстро окрашенная. Переднее крыло на нижней стороне с обширными грязно-жёлтыми пятнами, которые сливаются в поле. По краю крыла имеются 2—3 тонкие тёмные линии, наиболее заметные в привершинной части. Глазчатое пятно аналогичное такому же на верхней стороне крыла, окружено неполной концентрической кривой с костальной и базальной сторон. Около пятна часто находится мелкое глазчатое пятнышко со светлым центром или без такового. Базальная половина переднего крыла на нижней стороне с размытым рисунком из полей различных оттенков коричневого цвета. Нижняя поверхность заднего крыла коричневого цвета, с тонким рисунком из белесоватых участков и темных линий и с полным рядом глазчатых пятен, окруженных тонкими концентрическими кольцами.
Самка: длина переднего крыла 23—27 мм. Переднее крыло с округлыми, более плавными, чем у самца, очертаниями. Пятна на переднем крыле сливаются в обширное поле, пересекаемое тёмными жилками, отличающимися более светлый оттенком, чем у самцов. В остальном рисунок аналогичен таковому как у самца, все элементы более отчетливые, с более интенсивной окраской.

## Биология
Распространён в лиственных лесах Талышских гор и западной части хребта Эльбурс в Иране, на высотах до 1500 метров над уровнем моря. Бабочки преимущественно встречается на тенистых участках лесов около полян, лесных просек, дорог, по опушкам. Встречается преимущественно под пологом сумрачных субтропических лесов. Полёт порхающий. В зависимости от высоты вид развивается в одном или двух поколениях за год. Время лёта с июня по август. Самки откладывают яйца по одному на стебли или листья трав. Кормовые растения гусениц — злаки. В лабораторных условиях гусеницы выкармливались на мятлике. Окукливаются на стеблях растений. Зимуют гусеницы, по другой информации — куколка.

## Охрана
Вид включён в Красную книгу Азербайджана. Малочисленный вид. Причины изменения численности: регулярный сенокос, лишающий гусениц кормовой базы в виде диких злаков.